# Paraoxypilus flavifemur
Paraoxypilus flavifemur es una especie de mantis de la familia Amorphoscelidae.

## Distribución geográfica
Se encuentra en Queensland (Australia).